# Phylica cylindrica
Phylica cylindrica là một loài thực vật có hoa trong họ Táo. Loài này được Wendl. miêu tả khoa học đầu tiên.